# Nisan
Nisan er det israelitiske og babylonske års første måned. Navnet er babylonisk og fortrængte det ældre navn Abib.
Nisan svarer til slutningen af marts og begyndelsen af april.
Biblen foreskriver, at påsken fejres i Abib måned, lige som det syrnede brøds højtid - en højtid, der sjældent praktiseres længere i den moderne verden.